# Paraliburnia adela
Paraliburnia adela är en insektsart som först beskrevs av Flor 1861.  Paraliburnia adela ingår i släktet Paraliburnia och familjen sporrstritar. Enligt den finländska rödlistan är arten nära hotad i Finland. Enligt den svenska rödlistan är arten nära hotad i Sverige. Arten förekommer i Götaland och Svealand. Artens livsmiljö är strandängar vid sötvatten. Inga underarter finns listade i Catalogue of Life.